# Eupithecia wehrlii
Eupithecia wehrlii är en fjärilsart som beskrevs av Wagner 1931. Eupithecia wehrlii ingår i släktet Eupithecia och familjen mätare. Inga underarter finns listade i Catalogue of Life.